# Un poco de amor (álbum)
Un poco de amor es el nombre del segundo álbum de estudio grabado por el cantautor y actor venezolano Guillermo Dávila. Fue lanzado al mercado por la empresa discográfica TH-Rodven en 1983. El álbum fue producido en Madrid, España por Joaquín Torres. En este álbum dónde se desprenden los sencillos: "Cada cosa en su lugar" y "No voy a mover un dedo".

## Lista de canciones
1. Cada cosa en su lugar (Pablo Manavello)
2. Ves como es (Guillermo Dávila)
3. Trabajar (Joaquín Torres)
4. Quién te ha tenido esta noche (Rodrigo García B.)
5. No voy a mover un dedo (Giordano Di Marzo)
6. No parar de pensar en el (Guillermo Dávila)
7. Cuando cambiaré (Joaquín Torres)
8. Paseando en bicicleta (Mogol, Cocciante)
9. Qué tal te va (Fabio Jr., Sergio)
10. Un poco de amor (Tarney)

- Datos: Q6155643